# Culex oresbius
Culex oresbius is een muggensoort uit de familie van de steekmuggen (Culicidae). De wetenschappelijke naam van de soort is voor het eerst geldig gepubliceerd in 1988 door Harbach & Rattanarithikul.